# Station Lonneker
Station Lonneker was een station in het dorp Lonneker aan de voormalige spoorlijn Enschede - Oldenzaal tussen Enschede-Noord en Oldenzaal EO. Het stationsgebouw, van het type GOLS klein, aan de spoorlijn van de Lokaalspoorwegmaatschappij Enschede – Oldenzaal werd geopend op 10 april 1890. Na het stilleggen van het personenverkeer op de lijn Enschede - Oldenzaal op 15 mei 1934 werden de sporen vanaf Lonneker tot Oldenzaal opgebroken. Tot 1972 hebben er vanuit Enschede nog goederentreinen naar Lonneker gereden. In 1975 zijn de sporen opgebroken. Ten slotte is in 1979 ook het stationsgebouw afgebroken.